# Marcel Gili
Pour les articles homonymes, voir Gili.
Justin Louis Isidore Gili, dit Marcel Gili, né le 12 février 1914 à Thuir (Pyrénées-Orientales) et mort le 10 décembre 1993 à Aubervilliers est un sculpteur, peintre et enseignant français.

## Biographie
Marcel Gili est le fils d'Isidore Gili et de Raymonde Rière d'Altariva. Il est le cadet d'une famille de 13 enfants. Son père possède une entreprise familiale de maçonnerie et est par ailleurs musicien et compositeur de sardanes. Son frère aîné est chef de cobla (la Coble des Combo-Gili, fondée en 1913). Travaillant avec son père sur les chantiers, il abandonne rapidement le violoncelle pour se consacrer au rugby à XV et commencer à tailler des blocs de ciment.
Trouvant ces œuvres intéressantes, son neveu François, plus âgé, premier violon au Capitole de Toulouse présente Marcel Gili au sculpteur Gustave Violet qui vient de Perpignan voir son travail à Thuir et convainc son père de le laisser entrer dans son atelier, qu'il fréquentera pendant deux ans. Six mois plus tard, en 1930, Marcel Gili réalise avec lui une sculpture de 17 mètres de long avec 32 personnages de 3 mètres de haut, commande pour la piscine municipale Alfred-Nakache de Toulouse. Puis Aristide Maillol l'invite à Banyuls-sur-Mer et l'initie au croquis sur le vif. Louis Noguères, avocat, maire de Thuir et futur président de la Haute Cour de justice de Paris, lui commande  en 1930 son buste et lui offre en échange un voyage à Paris où il séjourne quelques semaines.
Après avoir exposé à Perpignan à la galerie Campistro en 1932, Marcel Gili revient à Paris en 1933 et rend visite à Marly-le-Roi à Maillol qui lui fait monter certaines figures. Ayant fait la connaissance du peintre Sam Saint-Maur (1906-1979), fondateur de l'Association de l'Art mural, il participe en 1935 à l’organisation de son premier Salon, auprès de Robert Delaunay, Fernand Léger, Albert Gleizes, Amédée Ozenfant et Jean Cassou. Il est ainsi proche de plusieurs des membres du groupe Abstraction-Création. Il rencontre également lors d'une exposition de leurs œuvres au Petit Palais Henri Laurens, dont il reconnaîtra avoir traversé un moment l'influence « fortifiante », Ossip Zadkine et Jacques Lipchitz. De 1936 à 1938, il expose ses sculptures, notamment sur le thème des Athlètes  à la galerie Jeanne Castel à Paris. Puis il quitte Paris mais garde contact avec Gaston Diehl et rencontre régulièrement Charles Despiau, Auguste Perret et Raoul Dufy à Perpignan, ainsi que Max Jacob à Céret, Joseph-Sébastien Pons et le jeune acteur Alain Cuny.
Mobilisé en 1939 lors de la Seconde Guerre mondiale, il sert aux avant-postes sur le Rhin. Fait prisonnier en 1940, il s'évade deux jours après avec un camarade.

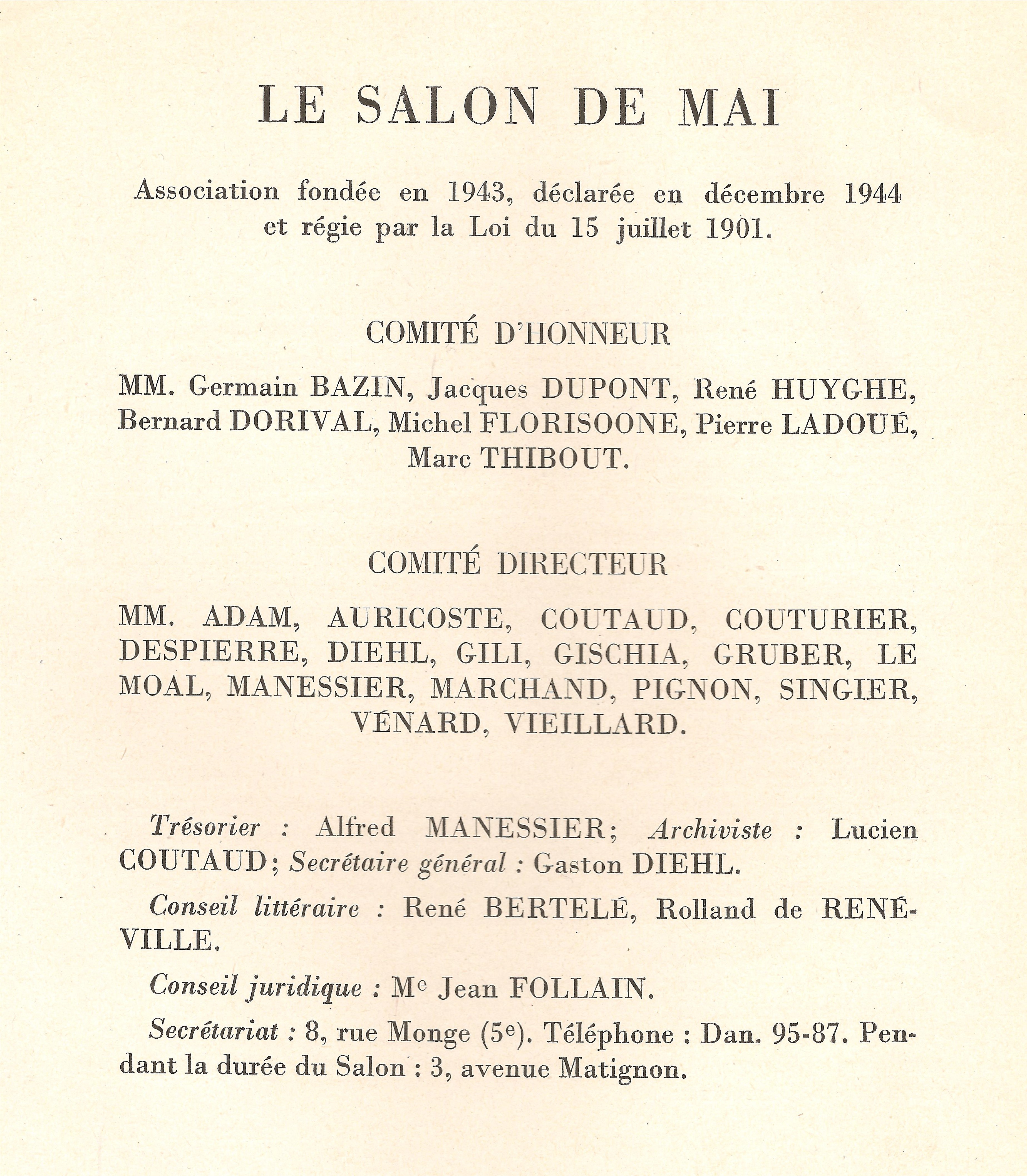
Extrait du catalogue du premier Salon de mai (1945).

Marcel Gili est en 1943 membre fondateur du Salon de mai dirigé par Gaston Diehl, auquel il participe très régulièrement.
Dès 1947, il enseigne la sculpture à l'École des beaux-arts de Bourges.
Il est également en 1948 membre fondateur du Salon de la jeune sculpture et expose au Salon des réalités nouvelles. Parrallèlement, de 1948 à 1949, il poursuit sa formation en étant pensionnaire de la Casa de Velázquez à Madrid. 
À partir de 1948, Marcel Gili présente des expositions personnelles, en 1954 au musée des Arts décoratifs à Paris. Il participe à de  nombreuses expositions collectives, notamment à Rio de Janeiro (Art français contemporain), à la Biennale de Venise, au Salon de l'art français à Tokyo en 1951, au Salon de la sculpture française à Bruxelles en 1952, à la Biennale de la sculpture de plein air à Anvers en 1953 et 1955, à la Triennale de Milan en 1954, puis en France (Paris, Céret, Caen, Bourges, Orléans, Collioure, Perpignan, Montpellier, Toulouse, Mulhouse, Brest, Besançon, Clermont-Ferrand, Vannes), en Autriche (1955), en Suède (1955), aux Pays-Bas (1958 et 1959), au Japon (1962 et 1963), en Allemagne (1964), à Cuba (1967), en URSS (1979), en Grèce et en Italie (1979).
De 1961 à 1965, il est président de la Société des Artistes Orléanais.
En 1962, Marcel Gili achète, près de Vingrau, le mas Génégals, construit sur les ruines d'une maison romaine, et dès lors se partage entre la catalogne du Nord et Paris.
Passionné par l'astrophysique, il réalise une série de Météorites.
De 1969 à 1981, il enseigne à l'École nationale supérieure des beaux-arts de Paris.
En 1989, une rétrospective de son œuvre est présentée aux Beaux-Arts de Paris. Marcel Gili meurt brusquement en 1993 de complications postopératoires.
En 1997, une exposition hommage lui est dédié à Paris à la chapelle Saint-Louis de la Salpêtrière, avec une installation de ses Météorites, Les quatre Élements de Christian Debout et Les Rois de France de Tiphaine.
Des expositions de ses œuvres sont présentées à Paris en 2003 et à Narbonne en 2005.
Ses œuvres sont exposées de façon permanente par l'Association des Amis de Marcel Gili et par Geneviève Gili au mas Génégals à Vingrau.

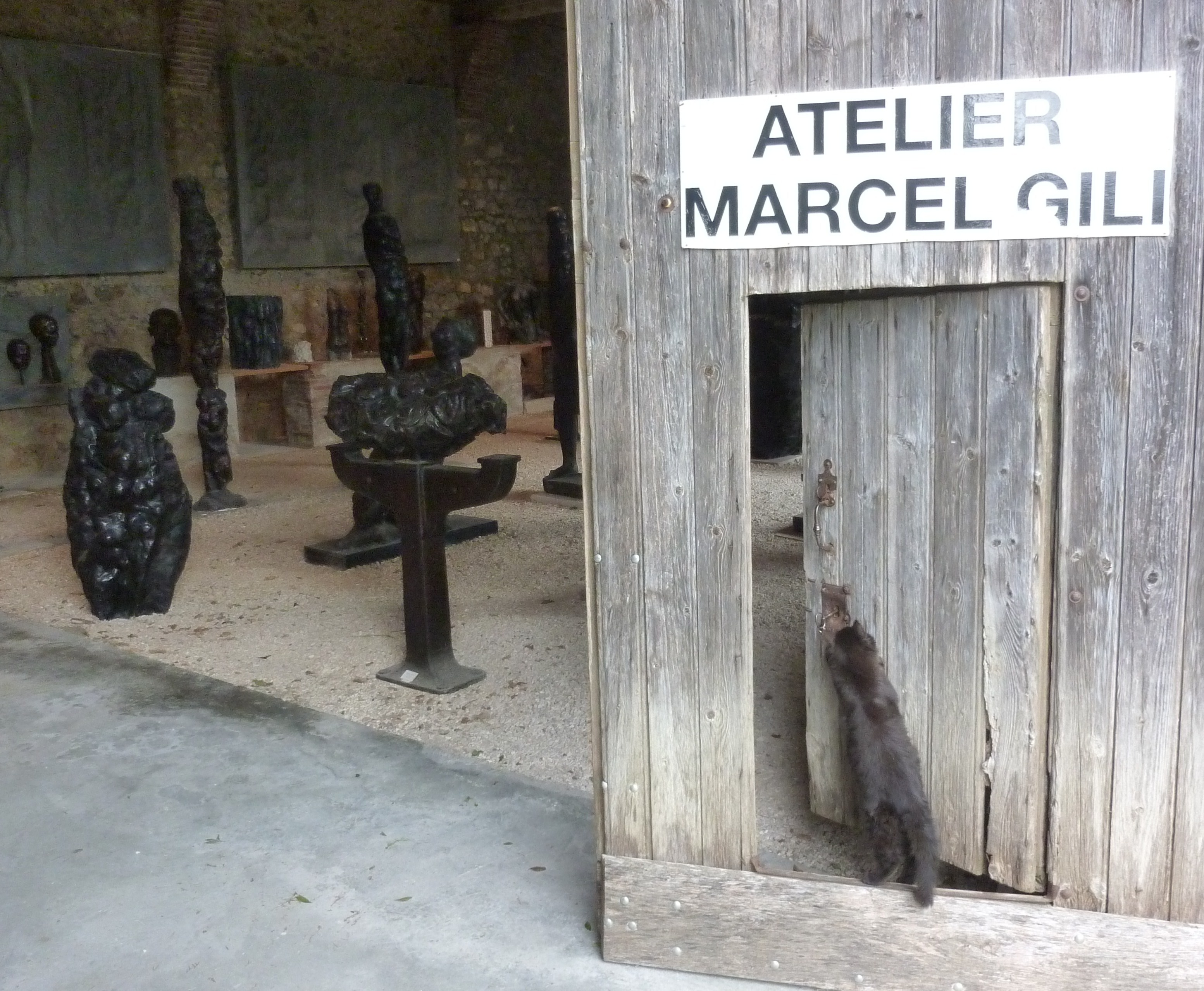
Entrée de l'atelier de Marcel Gili au mas Génégals près de Vingrau.

## L'œuvre
Quand Marcel Gili réalise L’Éveil au début des années 1950, une œuvre monumentale conçue pour l’extérieur, il pratique encore la taille directe sur bloc de pierre, mais il s’est éloigné de la tradition naturaliste d'Aristide Maillol et de ses prédécesseurs. Il s’exprime dans un modernisme mesuré, atténuant les rondeurs et les courbes féminines par un jeu de lignes angulaires : des bras levés de chaque côté de la tête légèrement penchée, des jambes repliées sous la jupe qui forme un plan triangulaire accrochant la lumière. Le geste des bras levés pour soutenir la masse des cheveux suggère en effet l’éveil, l’arrachement au statisme.
Les recherches de Marcel Gili le mènent toujours davantage vers la matière originelle d’où s’extraient des figures humaines en devenir, ne touchant l’abstraction qu’en apparence. De la taille directe il passe au modelage, au bronze, enfin au métal martelé, cuivre, aluminium ou acier inox qui s’adaptent aux exigences de l’architecture contemporaine.
Pour Marcel Gili l'art ne se confond pas avec l'image : « L'arme la plus insidieuse, la plus déloyale, est celle qui consiste à identifier le figuratif avec cette production de statues qui avancent un pied, brandissent des fusils ou déversent des amphores[réf. nécessaire] ». Il insiste sur la distance qui sépare l'image narrative de la véritable création artistique, les statues de la sculpture : « Il n'y a pas d'Art mineur, c'est vrai, mais acheminé vers l'art, il y a ce qui reste à la porte. L'Art commence où finit l'image[réf. nécessaire]. »
Selon Gili, l'art figuratif, qui n'est pas une copie des apparences, « commence où s'arrête l'abstrait », premier « palier » que doit franchir l'artiste au début de son travail, celui de la composition. « Sur le canevas abstrait de la composition, il faut intégrer toutes les dispositions poétiques qui vont enrichir la composition pour que ces éléments se répondent à l'infini en un tout cohérent global ». Au-delà il s'agit pour l'artiste de faire vivre « un cheval, un homme, une femme, en un mot les formes, les couleurs que nous reconnaissons simplement par une sorte de tendresse intuitive », qui passent alors « du temporel à l'éternel »
« L'abstraction chez lui n'est jamais totale et garde sans cesse le souvenir de la forme humaine, minérale ou végétale à partie de laquelle elle s'est lointainement élaborée », analyse Claude Delmas. Les thèmes de ses dernières sculptures sont les Germinations, les Racines et les Météorites.

## Famille
Marcel Gili est le père de quatre enfants.
Avec Madeleine Prévost — elle-même dessinatrice, peintre et fille unique du peintre ligérien Eugène Prévost-Messemin —, sa première épouse, avec laquelle il vécut de 1934 à 1961, il a trois enfants : Raymond Gili, architecte (1940-2015), Alain Gili (né en 1946), écrivain, animateur et créateur de festivals et Inès Gili (née en 1949), enseignante au Canada. L'œuvre de Madeleine Prévost est marquée par la Catalogne - nord (le Roussillon, les Aspres, les vallées du Vallespir et du Conflent) et par les paysages du Val de Loire, du Québec, de l'île de La Réunion et du Maroc.
Avec sa seconde épouse, la peintre Geneviève Jandelle-Gili, il a un fils, Estève Gili (né en 1968), enseignant, directeur artistique et designer graphique.

## Réception critique
- « Dans tout l'œuvre de Marcel Gili, deux grandes forces, deux forces premières commandent : d'une part l'élan d'une joie sensuelle qui anime les formes, les rend rayonnantes (formes de la femme, formes du couple, formes du cosmos), d'autre part l'emprise du tragique qui déchire ou tourmente les formes, les rend signes de douleur, de destruction, de mort. […] Il est sûr que tout l'œuvre de Marcel Gili, qu'il soit dessin, peinture ou sculpture, se réfère, tantôt secrètement, tantôt de façon plus délibérée, à une dimension cosmique de notre être. Par là, il constitue, hors de tout dogme, une expérience originale du sacré. » − Georges-Emmanuel Clancier[8]
- « D'où lui est venue cette attention au vivant dans sa présence non pas unique, mais multiple ? Peut-être n'avait-il pas oublié les masses mouvantes des troupeaux, le vrombissement des essaims, le scintillement des bancs de poissons. Il a reconnu cette abondance dans le grouillement de vie que révèle le microscope. Et il a ainsi construit des tremblements de vie qui auraient pu être sans fin s'il ne les avait tranchés comme on découpe au couteau dans la masse un échantillon pour faire prendre conscience de ce que c'est que la force vitale. Avant lui, la sculpture n'avait pas encore montré cela. » − Pierre Descargues[réf. nécessaire]
- « Ce Catalan installé sur les marges de la Catalogne est donc aussi, est d'abord, universel. Les grandes questions qu'il s'est posées, sa manière de les résoudre, appartiennent à l'art de tous les temps et de tous les pays, peuvent être méditées par un Japonais ou un Américain aussi bien que par un Allemand ou un Espagnol. » − Philippe Pujas[9]

## Collections publiques
- Perpignan :
  - square Bir-Hakeim : L'Athlète maîtrisant la brute, Monument à la Résistance, 1954-1970.
  - musée Hyacinthe-Rigaud : L'Homme accroupi.
- Thuir : L'athlète.
- Toulouse, musée départemental de la Résistance et de la Déportation : Jean Cassou.

## Œuvres

### Sculpture

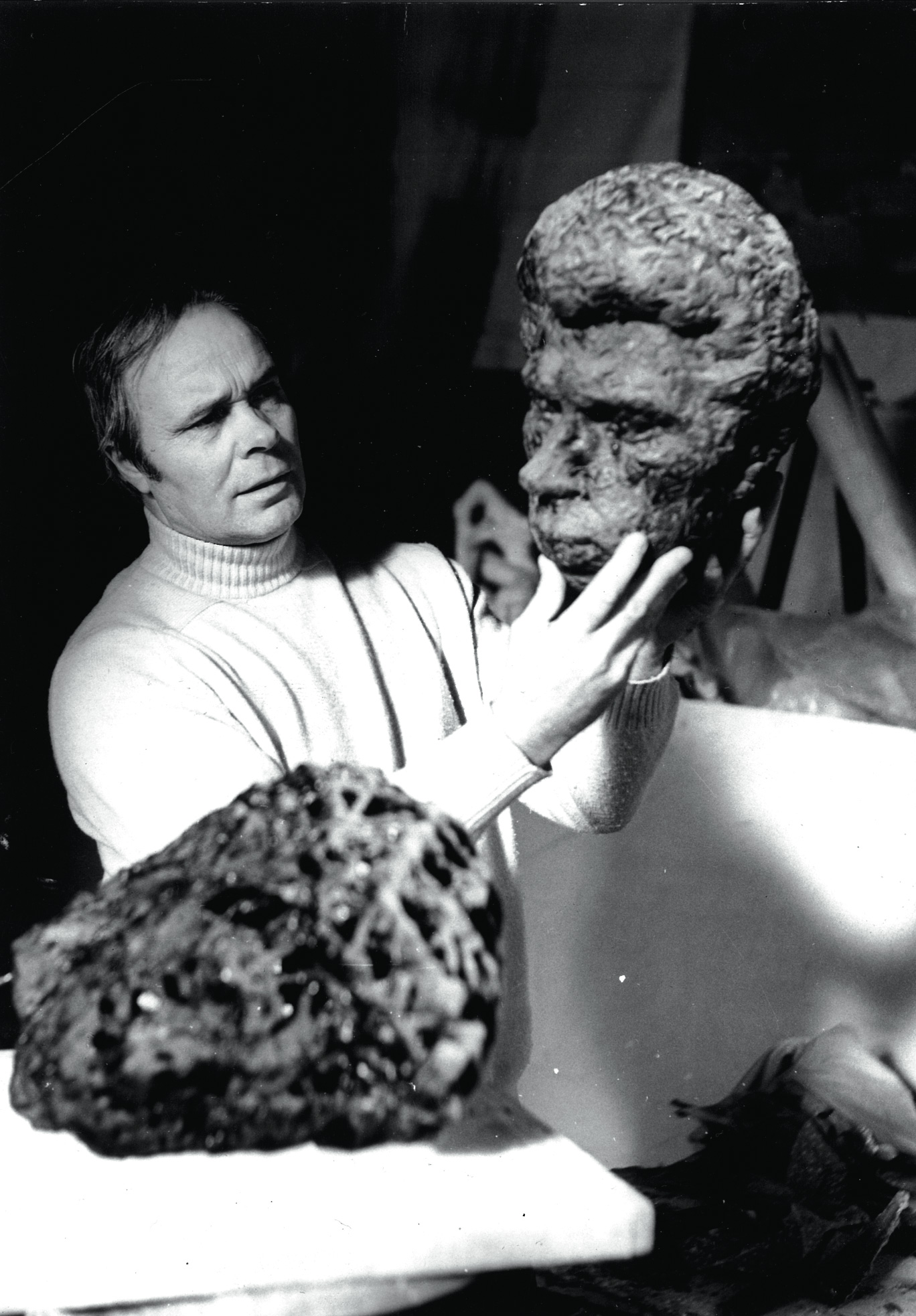
Marcel Gili travaillant au mas Génégals sur l'un des éléments de la série Les 7 états de la forme.

- Le Couple, pierre.
- La Femme enceinte.
- Hommage à ma mère.
- Danaïde.
- Moutons, bronze.
- Gangue.
- Sardane, bronze.
- L'Enlèvement des Sabines, bronze.
- Ange.
- Femme assise se levant.
- Portrait d'une inconnue.
- Les Fournis, la mort et la mer.
- Les Poissons.
- Homme et constellation.
- Couple en marche, bronze.
- La Sardane.
- Coupla allongé, bronze.
- Chants solaires.
- Anges.
- Méditerranée, bronze.
- Robe de Maria, bronze.
- Météorite, terre cuite patinée.
- Les Martyrs.
- Les 7 états de la forme.

### Illustration
- Ludovic Massé, La Terre du liège, roman, illustrations de Marcel Gili, L'amitié par le livre, 1953 ; Perpignan, Éditions Trabucaire, 2000.
- Cyprien Lloansi, Lumière d'olivier, avec un dessin de Marcel Gili, Édition Pierre	Seghers, 1957.

## Distinctions
- Médaille des évadés.
- Chevalier de la Légion d'honneur.
- Chevalier des Arts et Lettres.
- Chevalier des Palmes académiques.